# موریس شوارتز
موریس شوارتز، با نام اصلی آورام مویشه شوارتز (۱۸ ژوئن ۱۸۹۰–۱۰ مه ۱۹۶۰)، متولد ولهینیا در امپراتوری روسیه، بازیگر تئاتر و سینما بود که در ایالات متحده فعالیت می‌کرد. او تئاتر هنر ییدیش و مدرسه وابسته به آن را در سال ۱۹۱۸ در شهر نیویورک تأسیس کرد و تهیه‌کننده و کارگردان تئاتر آن بود. او همچنین در هالیوود، عمدتاً به عنوان بازیگر در فیلم‌های صامت، اما همچنین به عنوان کارگردان، تهیه‌کننده و فیلمنامه‌نویس نیز فعالیت داشت.